# Torre d'en Brunet
La Torre d'en Brunet, o Torre de la Guíxola, és una torre de telegrafia òptica del municipi de Sant Salvador de Guardiola (Bages) protegida com a bé cultural d'interès local.

## Descripció
Es tracta de la torre número 79 de la línia de telègraf òptic existent entre Barcelona i Manresa, Cardona i Solsona. Està situada en un petit turonet de 420 m envoltada pel bosc. Conserva els murs d'estructura quadrada, el rectangle defensiu d'avantguarda, a més a més d'un fossat al voltant de tot el conjunt, també amb finalitats defensives.
La torre té dos pisos i la coberta, avui esfondrada, era plana (per instal·lar-hi el mecanisme de comunicació) i de forma circular. La porta d'accés és situada a l'altura del primer pis. S'hi accedia mitjançant una escala que es guardava a l'interior per preservar la torre. Els murs són fets a base de carreus de pedra ben tallats, pedres irregulars, maó, tàpia i arrebossat a l'interior. Aquesta torre es comunicava amb la de can Maçana (Massana) del Bruc que tenia el número 41 de la línia de Barcelona a Lleida i situada a 7'4 km i la de Puigterrà a Manresa, situada a 6'8 km.
L'estat de conservació és força dolent. L'estructura es troba malmesa va patir a causa de l'obertura d'una porta a la planta baixa. L'immoble ha sofert despreniments, les bigues estan podrides, etc. Les obertures: portes, finestres i espitlleres estan ben delimitades i presenten diverses patologies. Les façanes es troben en estat ruïnós i el fossat que envolta la torre és ple de bardisses.

## Història
A inicis del segle xix es va establir a tot l'estat Espanyol un bon nombre de línies de telegrafia òptica que partien de la capital i arribaven a diferents punts estratègics de la península. Hi ha línies de telegrafia òptica des de Madrid cap a Cadis, cap a Sant Sebastià, cap a València i de València a Barcelona i d'aquí cap a la Jonquera, cap a Lleida, cap a Vic...